# آدریانو (بازیکن فوتبال، زاده ۱۹۹۹)
آدریانو (انگلیسی: Adriano؛ زادهٔ ۲۲ اوت ۱۹۹۹) بازیکن فوتبال اهل برزیل است.
از باشگاه‌هایی که در آن بازی کرده‌است می‌توان به باشگاه فوتبال اتلتیکو مینیرو اشاره کرد.